# Sarfraz Manzoor
Sarfraz Manzoor (em urdu:  سرفراز منظور;  Lyallpur, 9 de junho de 1971) é um jornalista britânico, documentarista e radialista de origem paquistanesa. Ele é colaborador regular do The Guardian, apresentador de documentários na BBC Radio 4 e comentarista cultural que aparece em programas como o Newsnight Review e o Saturday Review. Seu primeiro livro, Greetings from Bury Park, foi publicado em 2007. 

## Infância e educação
Manzoor nasceu em Lyallpur (atualmente Faisalabad), a segunda maior cidade da província de Punjab e a terceira maior do Paquistão. Ele emigrou para a Grã-Bretanha em maio de 1974 com sua mãe, irmão e irmã mais velhos, para se juntar ao pai, Mohammed Manzoor, que havia deixado o Paquistão em 1963 para encontrar trabalho. Manzoor freqüentou Maidenhall Infants e escolas primárias no distrito de Bury Park de Luton. No outono de 1979, a família de Manzoor mudou-se para a propriedade Marsh Farm e ele frequentou a Escola Primária Wauluds e, no outono de 1982, começou na Lea Manor High School. Depois de completar os níveis A no Luton Sixth Form College, Manzoor deixou Luton para estudar Economia e Política na Universidade de Manchester.

## Carreira
Manzoor trabalhou por seis anos na ITN, durante o qual foi produtor e repórter no Channel 4 News entrevistando figuras como Woody Allen, Brian Wilson, Sinéad O'Connor, Peter Gabriel, Don McCullin e Charlie Watts. Ele deixou o Channel 4 News e ingressou no Channel 4 como editor de comissão substituto antes de assinar um contrato com a Bloomsbury Publishing para seu primeiro livro. 
Manzoor escreveu o roteiro de A Grande Invasão Asiática Britânica no Canal 4 e escreveu e dirigiu A Morte de uma Estrela Pornô para a mesma rede que contava a trágica história da vida e da morte de Lolo Ferrari. Ele apresentou um documentário para o Channel 4 no Guardian Hay Book Festival de 2006 , On the Way to Hay, no qual entrevistou Monica Ali e Will Self.
Em março de 2005, Manzoor escreveu e apresentou Luton Actually um documentário para a BBC 2. O programa, um retrato pessoal e afetuoso de sua cidade natal, mostrava Manzoor traçando a jornada de sua família do Paquistão para Luton. 
Em 2007, ele publicou Greetings from Bury Park, um livro de memórias que detalhava seu crescimento em Luton e os impactos em sua vida pela morte de seu pai em 1995 e pela música de Bruce Springsteen. Manzoor admirava os Estados Unidos, desejando morar lá, mas após a experiência de testemunhar os ataques de 11 de setembro de 2001, passou a ver a Grã-Bretanha como seu verdadeiro lar.
Manzoor escreveu e apresentou documentários para a Rádio 4. Entre elas estão De Luton Streets a Jersey Shores, onde ele viajou para Nova Jersey para examinar as conexões entre Nova Jersey de Springsteen e a cidade natal de Manzoor, Luton; Don't Call Me Asian, que examinou o aumento de indianos e paquistaneses britânicos que se definem por sua religião e nacionalidade, e não simplesmente como asiáticos britânicos; A Class Apart que explora as consequências das escolas religiosas na coesão social; Taking the Cricket Test, que viu Manzoor seguir a equipe de críquete do Paquistão em toda a Inglaterra durante a série de testes de 2006; um perfil documental de Little Richard, que foi entrevistado; um programa em sites matrimoniais em agosto de 2009; uma série de três partes Whatever Happened to the Working Class? (O que aconteceu com a classe trabalhadora?) em fevereiro de 2009 e um programa que contou a história do álbum de George Harrison Wonderwall Music em março de 2009.
Manzoor contribuiu com um artigo White Girls para o jornal literário Granta, edição 112.
Manzoor escreveu para o Daily Mail, The Guardian, The Independent, New Statesman, The Observer, Prospect, The Spectator, Uncut, Marie Claire e The Times. 
Em 2010, Manzoor casou-se com Bridget, uma fonoaudióloga, uma união inicialmente desaprovada por sua mãe e irmãos por ser uma mulher branca não muçulmana. Eles têm dois filhos.

## Filme
Um filme inspirado em sua vida, Blinded by the Light, foi lançado em agosto de 2019. Manzoor co-escreveu o roteiro, com Gurinder Chadha e Paul Mayeda Berges. É baseado nas memórias de Manzoor, Greetings from Bury Park.